# 지행신도시
지행신도시는 경기도 동두천시 중남부 지행동과 생연동 동두천농협, 사동초등학교 남쪽 도로변 안쪽 일대, 에이스아파트 주변지역에 해당되는 지역을 가리킨다. 2000년부터 조성되기 시작하였으며, 1996년부터 전철 개통이 예정되었지만, 실제로는 2006년 12월 15일에 전철이 개통되었다. 2005년에는 동두천중앙역(구, 동두천역)에서 2㎞ 정도 남부 지역에 지행역이 준공되어 경원선 전철이 연장되기 전까지, 한때 통일호 열차기 정차하기도 했다. 송내동과 지행동 일대로, 송내동 지역은 따로 송내신도시로 부르기도 한다.
에이스아파트는 1992년부터 건립되었으나, 주변 지역은 판자촌이었다. 2000년 이후 판자촌과 얕은 산지를 깎아 아파트단지를 조성하였으며 2008년 이후 대대적으로 단지가 들어섰다. 과거 동두천시지방법원과 그 자리에 들어선 경기도동두천양주교육지원청, 동두천등기소 등이 있었으며, 그 후 동두천외국어고등학교가 신설되었다. 
지행신도시의 개발 이후, 과거 동두천시의 중심부였던 생연동 일대의 큰시장, 중앙시장부터 동두천중앙역 일대, 보산동 북보산, 남산머루 부락등을 구시가지로 부르게 되었다.

## 같이 보기
- 양주신도시